# مايكل هاس
مايكل هاس (بالألمانية: Michael Haaß) مواليد 12 ديسمبر 1983، هو لاعب كرة يد ألماني. شارك في دورة الألعاب الأولمبية الصيفية سنة 2008.

## سجل المنافسة
شارك في البطولات التالية:
- بطولة أوروبا لكرة اليد للرجال 2012

## روابط خارجية
- مايكل هاس على موقع الاتحاد الأوروبي لكرة اليد (الإنجليزية)
- مايكل هاس على موقع اللجنة الأولمبية الدولية (الإنجليزية)
- مايكل هاس على موقع أوليمبيديا (الإنجليزية)